# Pieter Appelmans
Pieter Appelmans, belgijski arhitekt, * 1373, † 1434.